# Nouvelle Typographie (courant typographique)
 (octobre 2023).
Si vous disposez d'ouvrages ou d'articles de référence ou si vous connaissez des sites web de qualité traitant du thème abordé ici, merci de compléter l'article en donnant les références utiles à sa vérifiabilité et en les liant à la section « Notes et références ».
Pour les articles homonymes, voir La Nouvelle Typographie.

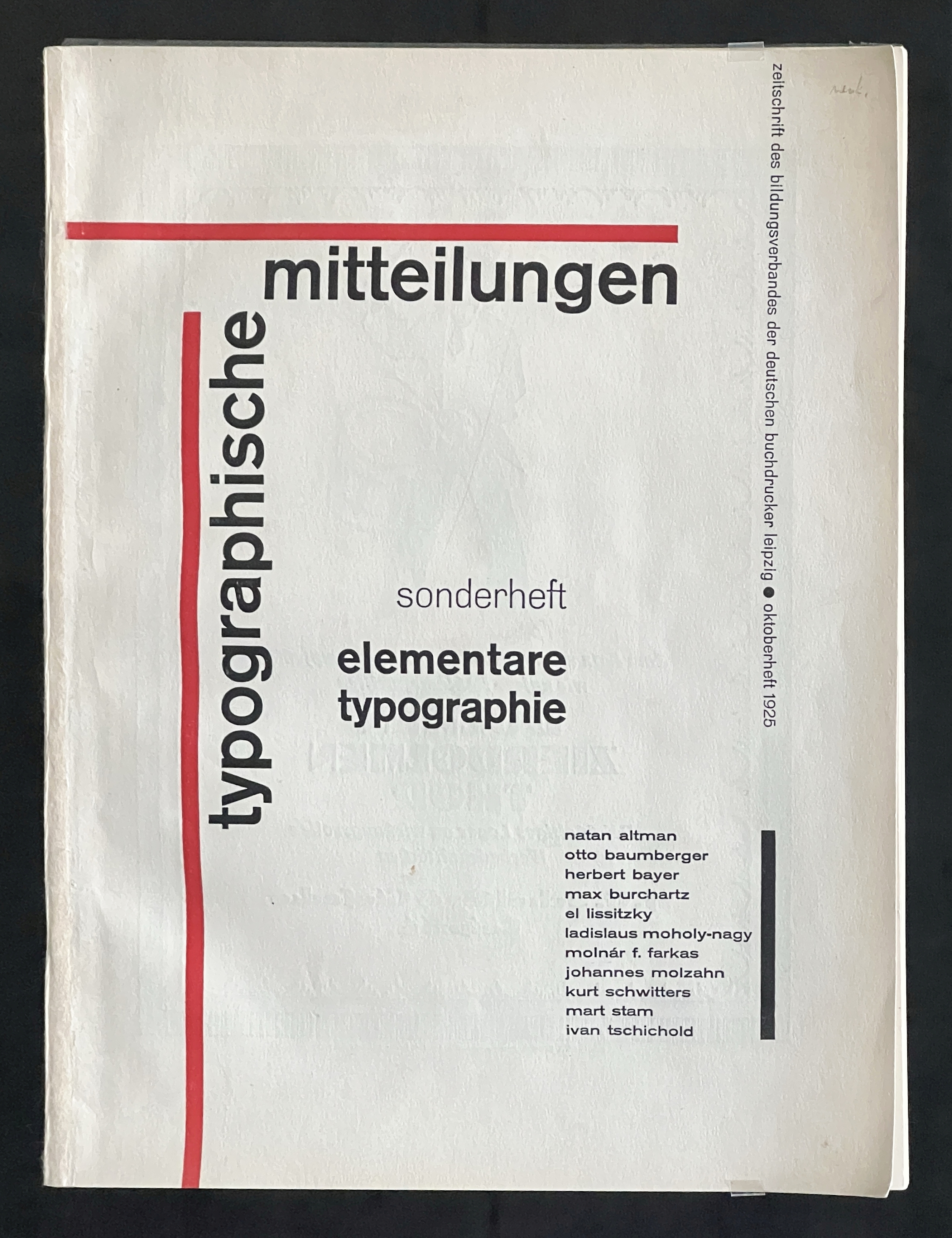
« Typographische Mitteilungen », revue de l'Association éducative des imprimeurs allemands de Leipzig, numéro spécial « Typographie élémentaire », 1925. Pièce d'exposition au Musée allemand du livre et de l'écriture, Leipzig, comme exemple de « Typographie élémentaire ».

La Nouvelle Typographie ou typographie élémentaire est un style de mise en page typographique du début du 20e siècle.

## Histoire
La Nouvelle Typographie s'établit dès la fin du XIXe siècle en réaction envers un déclin perçu du design typographique amorcé à la fin du XIXe siècle. Durant cette période, des innovations dans le domaine de la technologie d'impression (par ex. la lithographie et l'impression offset ) offrent une grande variété de possibilités de mise en page, qui conduisent à une utilisation exagérée de moulures, de cadres et d'ornements ; un nombre élevé de polices de caractères étaient utilisées sur la même mise en page. C’est pourquoi les typographes de la Nouvelle Typographie visent à revenir à une typographie simple, fonctionnelle et épurée.
D’une part, l’accent de la Nouvelle Typographie est mis sur l’intention de faire de la typographie une forme d’expression artistique indépendante. Dans le même temps, la conception typographique doit également correspondre aux exigences pratiques de l'époque (publicité, impression commerciale, etc.). La Nouvelle Typographie vise donc à produire des formes typographiques en accord avec les divers mouvements de ce début du XXe siècle (futuristes, mouvement Dada, constructivistes russes, le Bauhaus, etc.).
Le terme Nouvelle Typographie a été mentionné pour la première fois en 1923 par l'artiste du Bauhaus László Moholy-Nagy. Dans un essai à l'occasion d'une exposition du Bauhaus, il demandait entre autres une conception de police claire et sans ambiguïté, l'abandon des majuscules et des minuscules et l'utilisation judicieuse des nouvelles possibilités de la machine.

## Jan Tschichold en tant que représentant de la Nouvelle Typographie
Mais c'est Jan Tschichold qui a véritablement donné l'impulsion à la mise en œuvre des nouvelles idées dans l'usage quotidien. En tant que typographe de formation, il possède non seulement des connaissances spécialisées approfondies, mais aussi des années d'expérience pratique grâce à son travail dans le domaine de la composition et de l'impression.
Dans l'édition spéciale elementary typographie du journal professional Typographischen Mitteleilungen (1925), il reprend les thèses de Moholy-Nagy. Contrairement à lui, Tschichold n'écrit pas pour un groupe d'artistes initiés, mais s'adresse plutôt à des imprimeurs commerciaux avec des suggestions pratiques. Son manuel Die Neue Typographie paraît trois ans plus tard et offre de nombreuses instructions pratiques et des exemples concrets qui trouvent très rapidement leur place dans la pratique professionnelle. Tschichold considérait avant tout la typographie fonctionnelle comme un énorme soulagement et une simplification pour la gestion de la composition et de l'impression. Il a formulé ses thèses sur le nouveau design typographique d'une manière tout aussi accrocheuse et pragmatique :
- Utilisez le moins de polices et de tailles possible
- L'italique et le semi-gras sont particulièrement adaptés pour l'emphase typograhique.
- N'utilisez que rarement des majuscules ; si vous le faites, bloquez les toujours.

Ces thèses se sont répandues très rapidement et ont encore aujourd’hui une influence significative sur la typographie sophistiquée en tant que « règles » générales[réf. nécessaire].

## Développement ultérieur et contradictions
Sous le régime national-socialiste d'Adolf Hitler, Jan Tschichold fut emprisonné puis contraint d'émigrer vers la Suisse. Cette expérience, ainsi que ses décennies d'expérience professionnelle et la distance due aux débuts de la typographie élémentaire, ont permis à Tschichold de mettre en perspective certaines des déclarations et opinions qu'il avait exprimées dans son ouvrage Die Neue Typographie . Les règles strictes de la Nouvelle Typographie, qui aspirent à la finalité et à l’égalité, lui paraissent désormais terriblement parallèles à la mentalité totalitaire des régimes fascistes.
Tschichold rejette également le dévouement inconditionnel à la production mécanique. Il a condamné les efforts de nombreux typographes visant à imposer un design « moderne », même aux œuvres traditionnelles au contenu classique. Cela incluait l'utilisation de la linéale pour mettre en page du texte.
Selon Tschichold, les avantages de la typographie élémentaire, les règles de composition uniformes et une composition mieux structurée ne peuvent s'appliquer qu'à l'impression commerciale, et non aux textes de livres plus longs. Tschichold n’appelle cependant pas à s’éloigner de la Nouvelle Typographie pour s’orienter vers une « fuite sentimentale vers le passé ». Il appelait plutôt à une renaissance de la typographie traditionnelle en combinaison avec les avantages modernes de la typographie élémentaire. Selon Tschichold, le mouvement de la Nouvelle Typographie ne représente qu’un « instantané du processus de purification » des années 1920 et 1930 en Allemagne. Tschichold, quant à lui, considérait la typographie traditionnelle comme une base de conception intemporelle et valable au niveau international.
Naturellement, les nouvelles déclarations de Tschichold ont suscité la controverse, illustrée notamment par le débat avec l'architecte et artiste suisse Max Bill. Bill était plus préoccupé par certains éléments stylistiques et artistiques de la nouvelle typographie et ignorait sa valeur pratique. Cependant, Tschichold a défendu sa recherche constante d'ordre et de simplification de la conception typographique et n'a jamais douté de la valeur générale et pratique de son manuel.

## Style suisse ou style international
À partir de 1955 environ, le style suisse se base sur la Nouvelle Typographie. Une représentation strictement factuelle, parfois asymétrique, et l'utilisation principale de linéales (aussi appelées grotesques) dans le moins de tailles de police possible sont également caractéristiques de cette direction. Les autres caractéristiques incluent un espace négatif extrême et l’absence de tout élément décoratif.
Le style suisse a notamment été pratiqué par les designers suivants:
- Max Bill
- Adrian Frutiger
- Karl Gerstner
- Armin Hofmann
- Richard Paul Lohse
- Hans Eduard Meier
- Max Miedinger
- Josef Müller-Brockmann
- Bruno Pfäffli
- Emil Ruder
- Helmut Schmid
- Anton Stankowski

Dans ce contexte, il convient également de noter le développement par Karl Gerstner d'un nouveau système de grille en 1957, qui a encore accru l'objectivité et le caractère pratique de l'écriture et de la conception du texte.

## Voir également
- De Stijl

## Littérature
- Jan Tschichold, Die Neue Typographie. Ein Handbuch für zeitgemäss Schaffende. Verlag des Bildungsverbandes der Deutschen Buchdrucker, Berlin 1928.
- Iwan [Jan] Tschichold: Elementare Typographie. Typographische Mitteilungen. Oktoberheft/Sonderheft 1925. Leipzig.
- Julia Meer: Neuer Blick auf die Neue Typographie. Zur Rezeption der Avantgarde in der Fachwelt der 1920er Jahre. Transcript, Bielefeld 2015,  (ISBN 978-3-8376-3259-0).